# Pago (città)

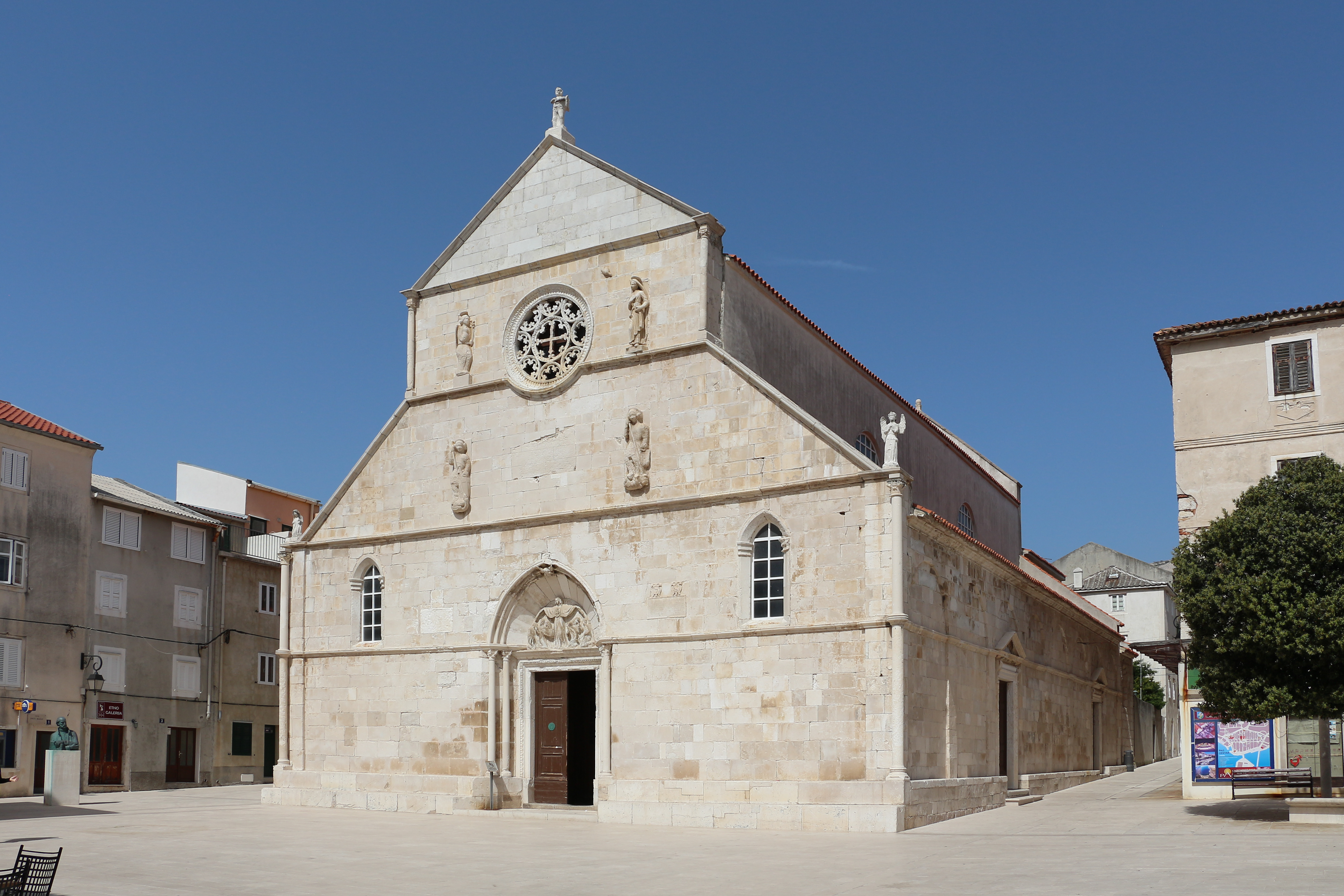
La basilica di Santa Maria

Pago (in croato Pag) è una città della Croazia, capoluogo dell'isola omonima con circa 3 850 abitanti.

È situata sul versante meridionale della profonda e protetta baia omonima, su una lingua di terra che separa il mare dall'area delle saline.

## Storia
Anticamente abitata dai Liburni, fu conquistata dai romani che le diedero nome Pagus ("villaggio"), la città venne attestata nelle fonti per la prima volta nel 1070. Dopo una prima sottomissione a Venezia, nel 1244 il re ungherese Béla IV la eresse a libera città reale e nel 1376 Luigi I d'Ungheria le concesse l'autonomia.

Dopo oltre due secoli di dominio alternato tra veneziani ed ungheresi e di periodi di autonomia comunale intervallati dalle forti ingerenze della vicina e più potente città di Zara, nel 1409 Pago, assieme all'intera isola, passò stabilmente alla Repubblica di Venezia ed ebbe riconfermate le proprie autonomie comunali garantite da un consiglio civico di 50 famiglie aristocratiche locali (costituitosi nel 1451). Pochi decenni dopo i paghesani chiesero alla Serenissima di poter ricostruire il loro paese in una posizione più favorevole, poco più a nord dell'ubicazione originaria, e fu così che il 18 maggio 1443, su consenso del Doge di Venezia, il conte della città Pietro Faliero diede avvio all'edificazione di Pago Nuova, secondo uno schema urbanistico rinascimentale progettato e diretto dall'architetto dalmata Giorgio Orsini, che prevedeva una città murata a forma pentagonale con una rete di vie rettilinee ortogonali, di cui le due principali incrociano nella piazza centrale. Da questo schema ne nasce una città quadripartita nei rioni di: Santa Maria, San Giacomo, Sant'Antonio e San Giorgio. A tale epoca risalgono le opere civili e religiose più importanti della città: il Duomo di Santa Maria, il Palazzo del Conte o del Rettore, la Torre dell'Orologio, il Monastero di Santa Margherita e la cinta muraria con le 4 Porte e le 8 Torri di guardia, oggi in gran parte demolita (ne sopravvivono solo brevi tratti ed una Torre), che cingeva il fitto tessuto urbano del XVI-XVII secolo, conservatosi ancora intatto.
Della Città vecchia, detta anche Pagovecchia o Terravecchia (in croato Stari grad), rimangono numerosi resti dei muri e fondazioni delle antiche abitazioni, in parte semi-sommersi presso la riva delle saline, e la chiesa di San Giorgio, da cui parte una processione il 15 agosto di ogni anno che trasporta la statua della Vergine fino alla basilica di Santa Maria, nella città nuova. In adiacenza alla vecchia chiesa, ancora oggi utilizzata, vi sono i resti del monastero francescano costruito nel 1589.
Sulla strada vecchia che porta in città un cippo di marmo circondato da un muretto indica il passaggio del 15º meridiano est.

## Società

### La presenza autoctona di italiani
È presente una piccola comunità di italiani autoctoni che rappresentano una minoranza residuale di quelle popolazioni italofone che abitarono per secoli la penisola dell'Istria e le coste e le isole del Quarnaro e della Dalmazia, territori che furono della Repubblica di Venezia. La presenza degli italiani a Pago è drasticamente diminuita in seguito agli esodi che hanno seguito la prima e la seconda guerra mondiale.
A testimonianza di ciò, oltre ai censimenti austroungarici del XIX secolo, vi sono i registri parrocchiali che attestano la presenza di vari cognomi italiani come Buglietta, Grasso, Babelli, Busca, Faccini ed altri. Nel 1905 iniziò il fenomeno dell'emigrazione negli Stati Uniti, in Canada ed Australia. La comunità italiana cittadina, un tempo numerosa, dopo una continua riduzione iniziata già verso la fine del XIX secolo, fu molto ridotta al termine della seconda guerra mondiale. Oggi a Pago sono rimasti pochissimi italiani, lo 0,13% della popolazione, secondo il censimento croato del 2011.

### Lingue e dialetti
| %      | Ripartizione linguistica (gruppi principali) |
| ------ | -------------------------------------------- |
| 1,22%  | madrelingua bosniaca                         |
| 95,50% | madrelingua croata                           |
| 0,13%  | madrelingua italiana                         |
| 0,55%  | madrelingua slovena                          |
| 1,35%  | madrelingua albanese                         |
| 0,23%  | madrelingua serba                            |

## Cultura
Pago è famosa per l'antico e raffinato artigianato del merletto, per il caratteristico carnevale in cui spiccano soprattutto i tradizionali costumi femminili e, insieme a tutto il suo territorio, per la produzione secolare di formaggi pecorini di qualità, conosciuti ed apprezzati anche al di fuori della regione.

## Località
Il comune di Pago è diviso in 11 insediamenti, di seguito elencati. Tra parentesi il nome in lingua italiana, spesso desueto.
- Bošana (Bosciana o Bossana)
- Dinjiška (Dignisca[2])
- Gorica (Gorizia[2] o Gorizza)
- Košljun (Val Cassione[1])
- Miškovići (Miscovizzi o Miscovici)
- Pag (Pago[1]), sede comunale
- Šimuni (Porto Simon[2])
- Smokvica (Smoquizza di Pago)
- Stara Vas (Villa Vecchia)
- Vlašići (Ulasich[2])
- Vrčići (Vercici)

Inoltre appartengono a questo comune le seguenti isole minori, non abitate stabilmente (o disabitate):
- Maon (Maun)
- Scherda (Škrda)
- San Paolo
- Scanio